# Біла ніч

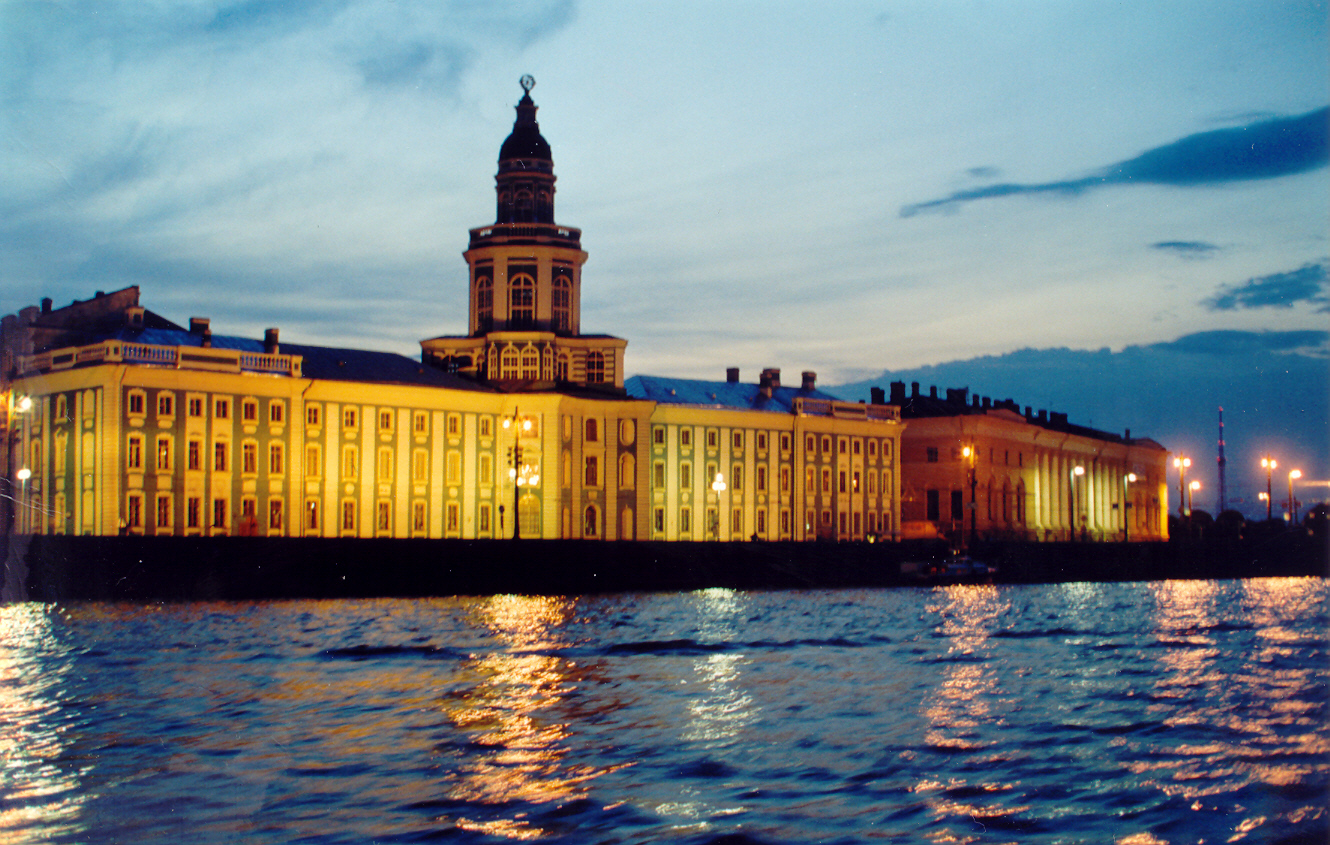
Петербург, Університетська набережна

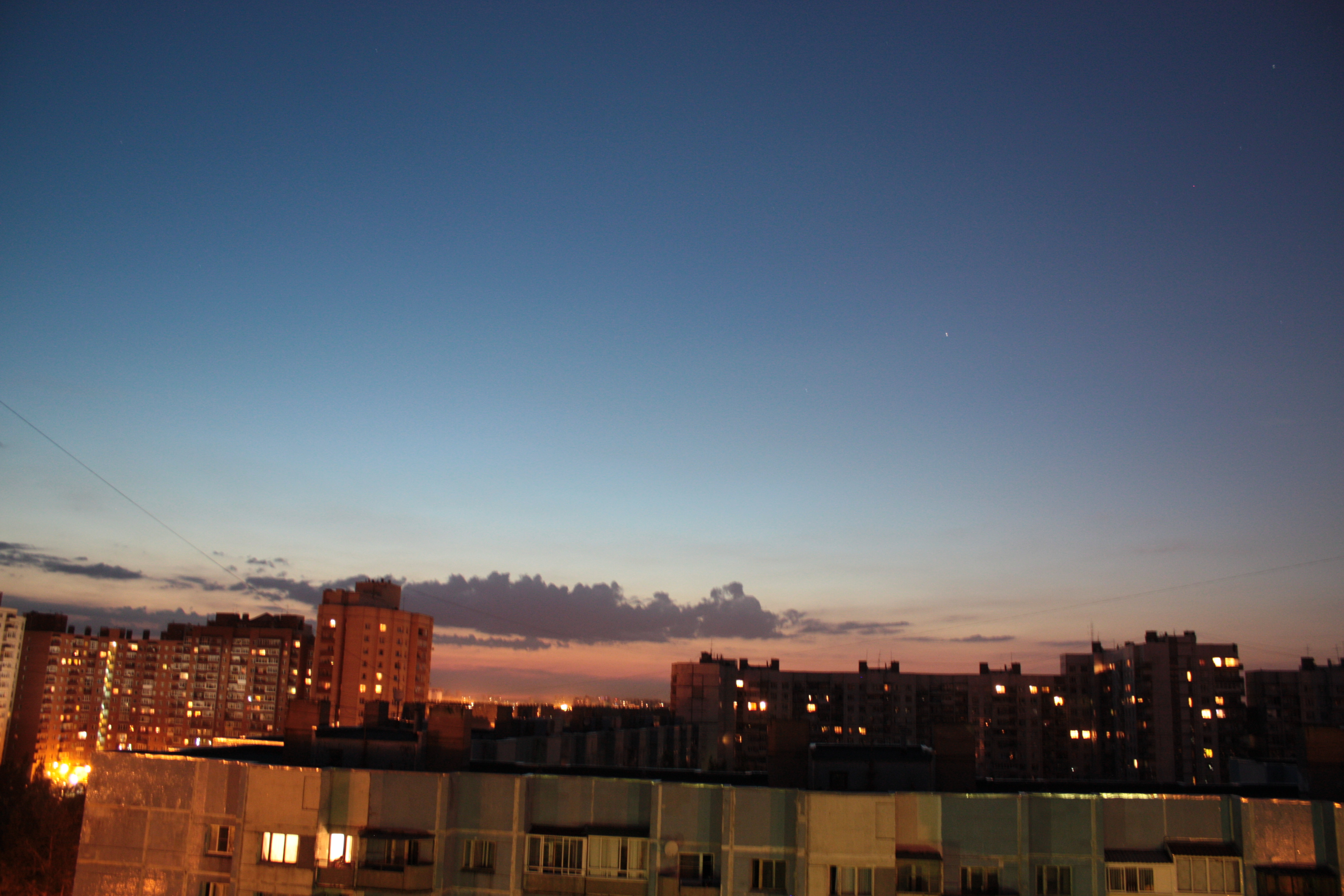
Навігаційні сутінки через місяць після літнього сонцестояння, Санкт-Петербург. Сонце на 9°14′ за горизонтом.

Бі́ла ніч — ніч, характерна для високих широт влітку, коли Сонце ненадовго заходить за обрій. Протягом білої ночі тривають сутінки, освітленість небосхилу навіть опівночі близька до вечірньої. Поблизу полярних кіл (з зовнішього боку) це явище спостерігається у період сонцестояння: у північній півкулі — у червні, у південній — у грудні.
Зазвичай термін «білі ночі» передбачає наявність лише цивільних сутінок (з моменту видимого заходу Сонця за лінію горизонту до моменту занурення центру Сонця на 6° під лінію горизонту), відтак білі ночі можуть спостерігатися на широті не нижче 60° 33', хоча про них говорять і в більш низьких широтах — приміром, у Вологді, Стокгольмі, на півночі Псковської області, в Естонії. Біля дня літнього сонцестояння вище 54° протягом ночі спостерігаються навігаційні сутінки (коли центр Сонця знаходиться під лінією горизонту від 6° до 12°), хоча у цей період без штучного освітлення обійтися не можна, тому це є лише віддаленою подобою білих ночей.
У широтах вище полярного кола білі ночі спостерігаються протягом одного-трьох тижнів до настання полярного дня та після його закінчення. Там, де полярного дня нема, білі ночі спостерігаються у період сонцестояння, протягом тим більшої кількості ночей, чим вища широта місцевості, притому найвища освітленість ночі спостерігається у ніч сонцестояння.
Історично білі ночі були оспівані багатьма поетами, та використані у їх творах. Наприклад поезія "Білу ніч…"  Олеся Гончара, починається зі згадки про це явище.